# Gadsden (Arizona)
Gadsden es un lugar designado por el censo ubicado en el condado de Yuma en el estado estadounidense de Arizona. En el Censo de 2010 tenía una población de 678 habitantes y una densidad poblacional de 133,42 personas por km².

## Geografía
Gadsden se encuentra ubicado en las coordenadas 32°33′23″N 114°46′52″O / 32.55639, -114.78111, en el extremo suroeste del estado, junto a la frontera con México. Según la Oficina del Censo de los Estados Unidos, Gadsden tiene una superficie total de 5.08 km², de la cual 5.08 km² corresponden a tierra firme y (0%) 0 km² es agua.

## Demografía
Según el censo de 2010, había 678 personas residiendo en Gadsden. La densidad de población era de 133,42 hab./km². De los 678 habitantes, Gadsden estaba compuesto por el 60.32% blancos, el 0.44% eran afroamericanos, el 0% eran amerindios, el 0.15% eran asiáticos, el 0% eran isleños del Pacífico, el 37.46% eran de otras razas y el 1.62% pertenecían a dos o más razas. Del total de la población el 97.05% eran hispanos o latinos de cualquier raza.